# لوسون بينيت
لوسون بينيت (بالإنجليزية: Lawson Bennett)‏ (28 أغسطس 1938 ببلاكبرن في المملكة المتحدة - 2011) هو لاعب كرة قدم بريطاني في مركز الوسط. لعب مع Darwen F.C. (1870) ‏ ونادي نيلسون وأكرينجتون ستانلي ‏.